# 新北市區公車570路線
新北市區公車570路線目前由台北客運營運，起點為山中湖，終點為南天母。

## 簡介
- 2017年再次汰換配車

原新北市區公車F601路線免費假日休閒公車。
2020年1月1日起，改為新北市570公車，並開始收費。
- 2025年06月02日起，新增停靠「南天母路52巷口」雙向站位。[5]

## 歷代配車

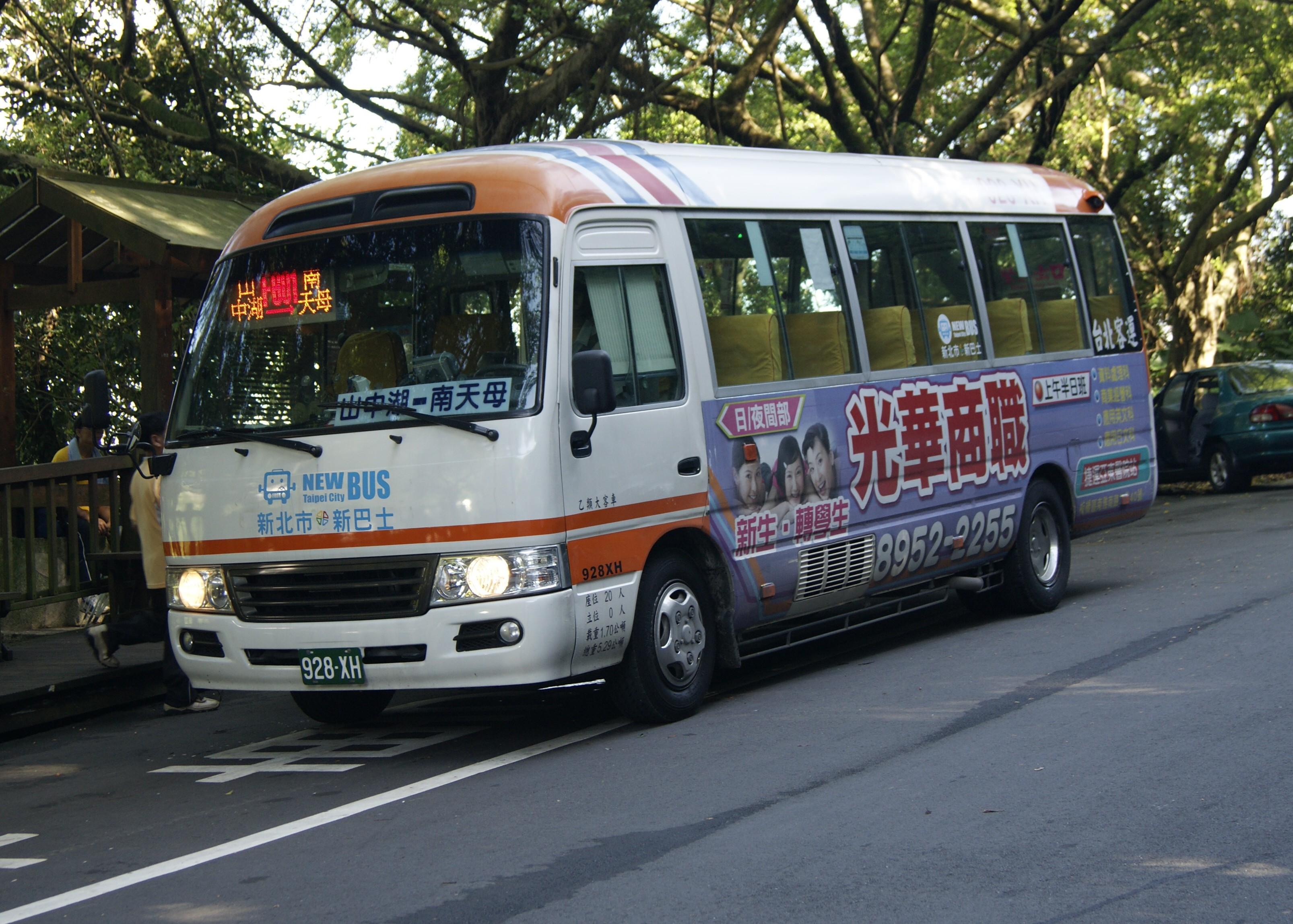
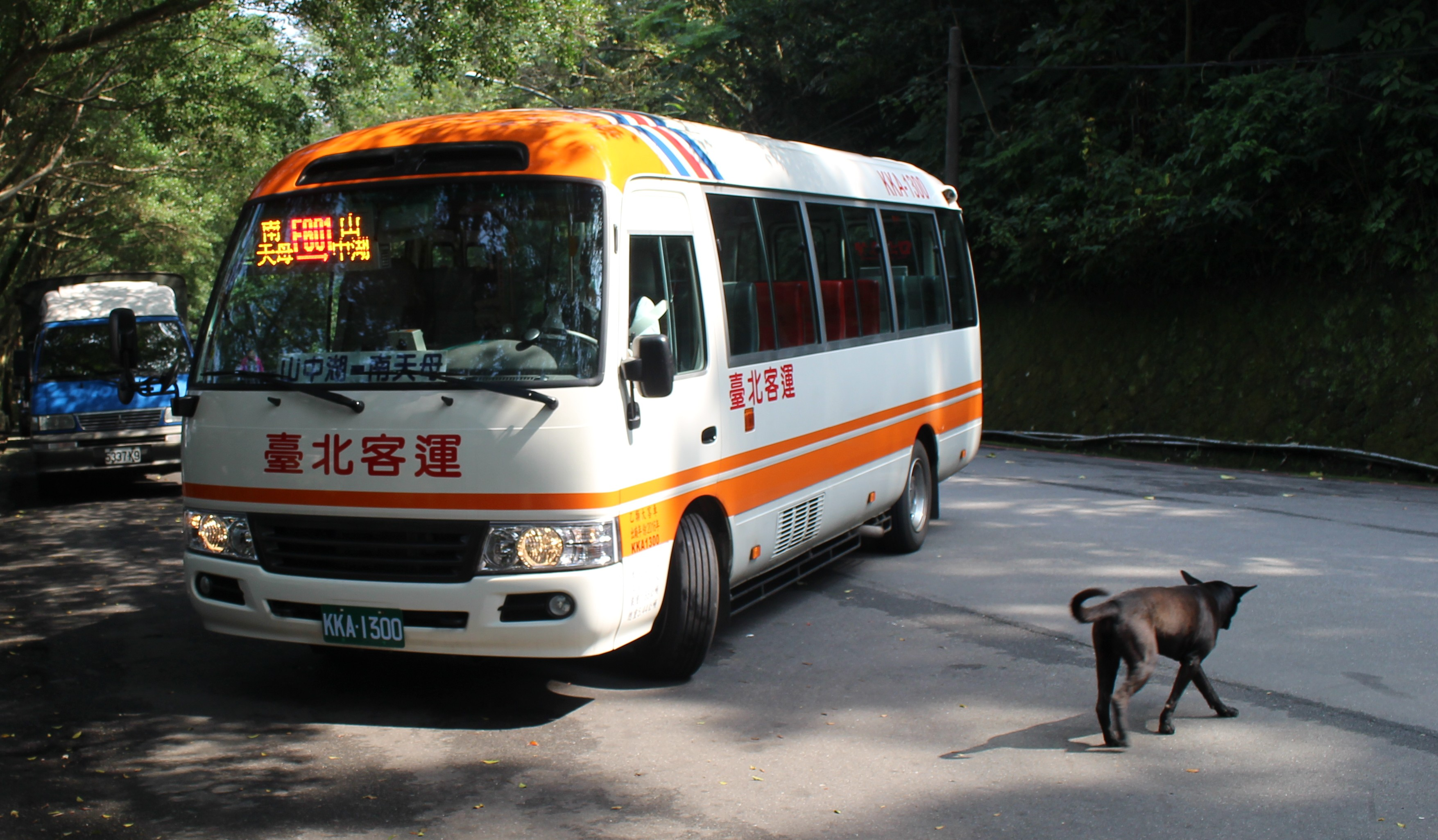

## 路線
詳見右側路線圖

## 外部連結
- 台北客運 （页面存档备份，存于）
- 大臺北公車570 （页面存档备份，存于）
- 暢行台北公車客運資訊站的Facebook專頁